# 黑澤爾代爾鎮區 (愛荷華州波特瓦特米縣)
黑澤爾代爾鎮區（英語：Hazel Dell Township）是位於美國愛荷華州波特瓦特米縣的一個行政鎮區。

## 地方資料
根據2010年美國人口普查的數據，黑澤爾代爾鎮區的面積為92.88平方千米，當中陸地面積為92.44平方千米，而水域面積為0.44平方千米。當地共有人口1259人，而人口密度為每平方千米13.56人。